# Kennissociologie
Kennissociologie is een tak van de sociologie, die zich richt op samenhang tussen de menselijke gedachten, sociale context, en de effecten die ideeën hebben op de samenleving. Kennissociologie is verwant aan ideeëngeschiedenis en wetenschapssociologie.
De term "kennissociologie" is bekend geworden in de jaren twintig van de 20e eeuw, toen een aantal Duitse sociologen hierover begonnen te schrijven, zoals Max Scheler, en Karl Mannheim in het boek Ideologie und Utopie. Door de dominantie van het functionalisme halverwege de 20e eeuw bleef de kennissociologie buiten de hoofdstroom van sociologie. Het is grotendeels opnieuw uitgevonden en meer gerelateerd aan het dagelijks leven in de jaren 1960, met name Peter L. Berger en Thomas Luckmann in hun boek The Social Construction of Reality uit 1966. Dit boek is nog steeds actueel door haar methodes voor de kwalitatieve beschouwing van de menselijke samenleving en de sociale constructie van de realiteit.

## Sociologie van wetenschappelijke kennis
In de hedendaagse sociologie wint de kennissociologie, in een nauwe verbinding met de wetenschapssociologie, aan terrein. Mede onder invloed van Thomas Kuhns The Structure of Scientific Revolutions is men kennisclaims in verdere mate sociologisch gaan analyseren. Auteurs zoals Barry Barnes en David Bloor argumenteren vanaf de jaren 1970 voor een 'sterk programma' binnen de kennissocologie, ook wel bekend onder de naam van sociologie van wetenschappelijke kennis (sociology of scientific knowledge, SSK). 
Traditionele wetenschapssociologen maken volgens hen de fout een soort asymmetrische analyse uit te voeren, door enkel sociale 'factoren' rond wetenschap te analyseren maar de kern van de wetenschap buiten beschouwing te laten. Deze kern van de wetenschappen zou dan volledig los staan van al het sociale. Sociologen zouden zich, als ze al met 'kennis' bezig zijn, enkel focussen op de foute kennis, dus de misverstanden en het misbruik van de wetenschap voor politieke of andere idealen. Barnes en Bloor stellen dat men niet a priori van zo'n asymmetrie kan uitgaan, maar dat dit een vraag is die men eerst moet onderzoeken of het wel feitelijk klopt. Wetenschappelijke kennis moet dus in de eerste plaats niet anders benaderd worden dan andere vormen van kennis, zoals religieuze of ideologische kennis.
Deze ideeën zijn verder opgenomen en ontwikkeld door auteurs als Martin Kusch, Andrew Pickering, Simon Schaffer, Steven Shapin en Steve Woolgar. Een nog verdere radicalisering hiervan vindt men in de actor-netwerktheorie van auteurs als Michel Callon, Bruno Latour, John Law en Donald A. MacKenzie. Onderling tussen deze twee takken bestaan heel wat discussies en onenigheden. Andere auteurs die met deze traditie in dialoog gaan of ze bekritiseren zijn Ian Hacking en Larry Laudan.